# Масерија Кошалонга (Напуљ)
Масерија Кошалонга је насеље у Италији у округу Напуљ, региону Кампанија.
Према процени из 2011. у насељу је живело 228 становника. Насеље се налази на надморској висини од 96 м.